# Adenomera araucaria
Adenomera araucaria és una espècie de granota que viu al Brasil.